# 中国人民志愿军参谋学校
中国人民志愿军参谋学校是1954年至1957年中国人民志愿军在朝鲜平安北道碧潼开设的培养司令部参谋的一所师级建制的军校。

## 历史
1954年4月中国人民志愿军西海岸防御指挥所撤销，部分机关干部调鸭绿江南岸的碧潼原美军战俘营旧址（朝鲜停战后战俘已经完成遣返），开办中国人民志愿军参谋学校。

## 历任领导成员
- 校长
  - 刘苏（1964年少将）：第67军参谋长调任。1954年9月29日归国任南京军事学院军事科学研究部研究室主任。
  - 王明坤（1955年少将）：1954年10月从南京军事学院军事科学研究部研究室副主任调任志愿军参谋学校校长。后兼学校政委。
- 副校长：邹新民（1955年大校）[1]，从第十九兵团军政干校副校长调任。后出任志愿军某文化速成中学校长。
- 训练处
  - 副处长孟照辉[2]：从志愿军西海岸防御指挥所司令部作战科副科长调任。离任后担任志愿军司令部作战处作战科长。
  - 教授会主任：尚志功（1960年上校）： 志愿军68军204师610团团长调任。文登阻击战中所部被授予“三等功臣团”。1955年7月出任中国人民志愿军第二十兵团工程指挥所参谋长、龙岩浦工程指挥所参谋长，帮助朝鲜人民重建家园恢复生产。1984年任中国铁道部副部长。

## 校友与毕业学员
- 张志坚：1954年6月至1957年7月在志愿军参谋学校学习。1998年晋升上将军衔，任成都军区政委。
- 王东必：[3]